# Napoleón entronizado
Napoleón I en su trono imperial (en francés: Napoléon Ier sur le trône impérial) es un retrato de 1806 de Napoleón I de Francia en su traje de coronación, pintado por el pintor francés Jean-Auguste-Dominique Ingres.

## Descripción

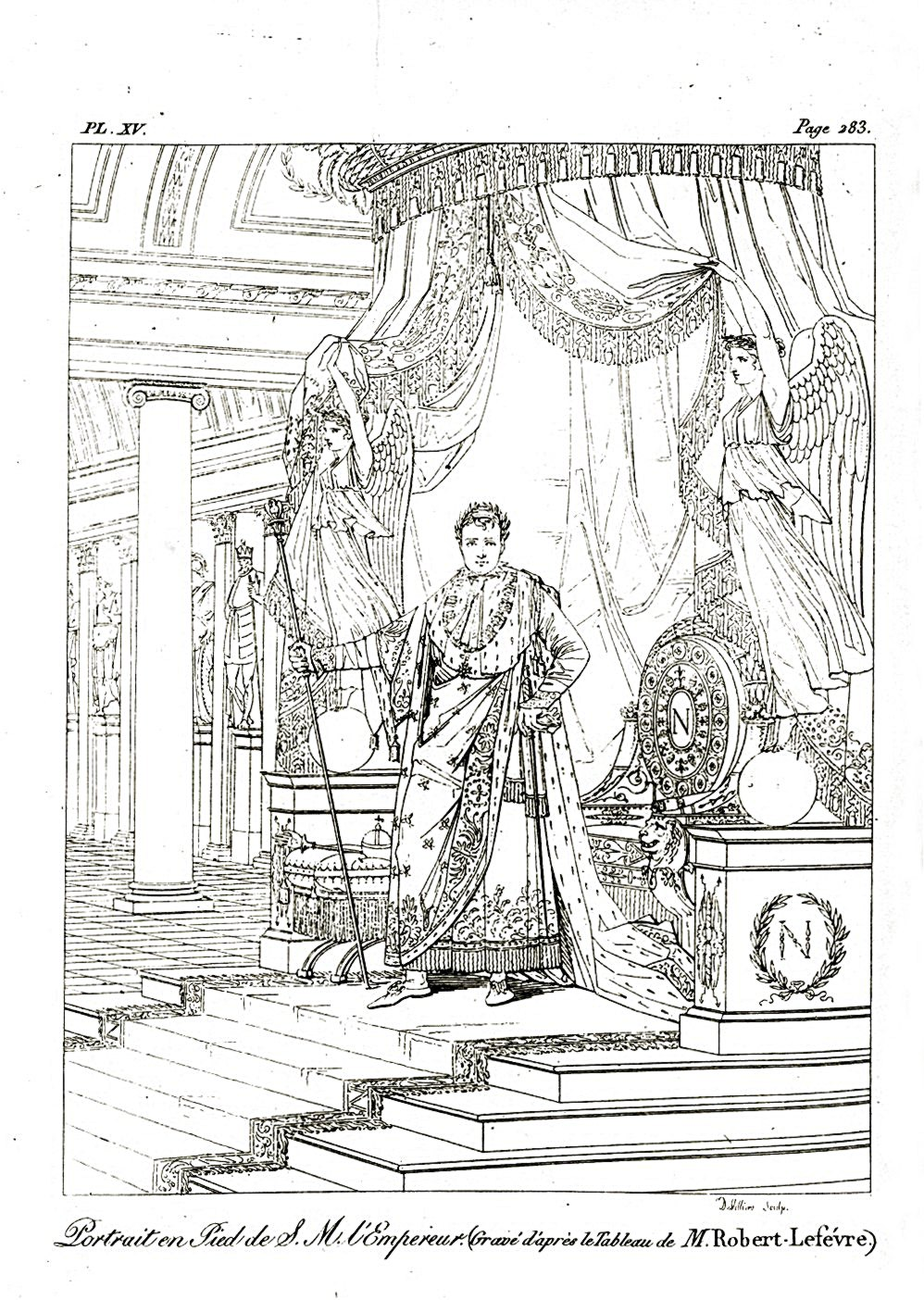
Grabado de Robert Lefèvre Retrato de Napoleón en su traje de coronación, publicado en el tratado Pausanias français.

La obra presenta a Napoleón como emperador, con el traje  que llevó en su coronación, sentado en un trono de respaldo circular con los apoyabrazos adornados con bolas de marfil. En su mano derecha sostiene el cetro de Carlomagno y en la izquierda la mano de justicia. En su cabeza porta una corona de laurel de oro, imitando a los emperadores romanos. También lleva un capote de armiño bajo el collar de la Legión de Honor, una túnica de satén blanco con bordados en oro y un amplio manto de terciopelo rojo purpúreo tachonado con abejas de oro, también forrado de armiño. La espada de coronación está en su vaina y sostenida por una faja de seda. Los zapatos blancos bordados con oro descansan sobre un suntuoso cojín azul y oro. La alfombra bajo el trono muestra el águila imperial. La firma INGRES P xit está en la parte inferior izquierda, y ANNO 1806 a la derecha abajo.

## Historia
La pintura no fue un encargo del estado, sino iniciativa propia del artista. Fue exhibida con el número de trabajo 272 en el Salón de París de 1806 como Su Majestad el Emperador en su trono, cuando fue registrado como propiedad del Cuerpo Legislativo. En el mismo Salón Robert Lefèvre exhibió su Retrato de Napoleón en su traje de coronación. En 1815 la pintura de Ingres fue transferida al Museo del Louvre, donde  primero fue inventariada como MR 2069 y ahora como INV. 5420. En 1832 el conde de Forbin la puso en exhibición en el Hotel de los Inválidos, primero en la capilla y desde 1860 en la biblioteca. Actualmente se exhibe en el Musée de l'Armée.
Detrás del trono, en la parte superior derecha (y mucho más visiblemente en el dibujo preparatorio), recortado a la mitad de su ancho, se puede apreciar un escudo con las armas de los Estados Pontificios, Este, Lombardía, Venecia y Saboya, todo bajo la corona de Italia. De ello Sébastien Allard plantea la hipótesis de que la pintura fue encargada por una institución italiana para mostrar a Napoleón como rey de Italia no como emperador, pero, debido a su iconografía innovadora, los comitentes originales lo rechazaron y es por ello que fue adquirido por el Cuerpo Legislativo.

## Modelos e influencia

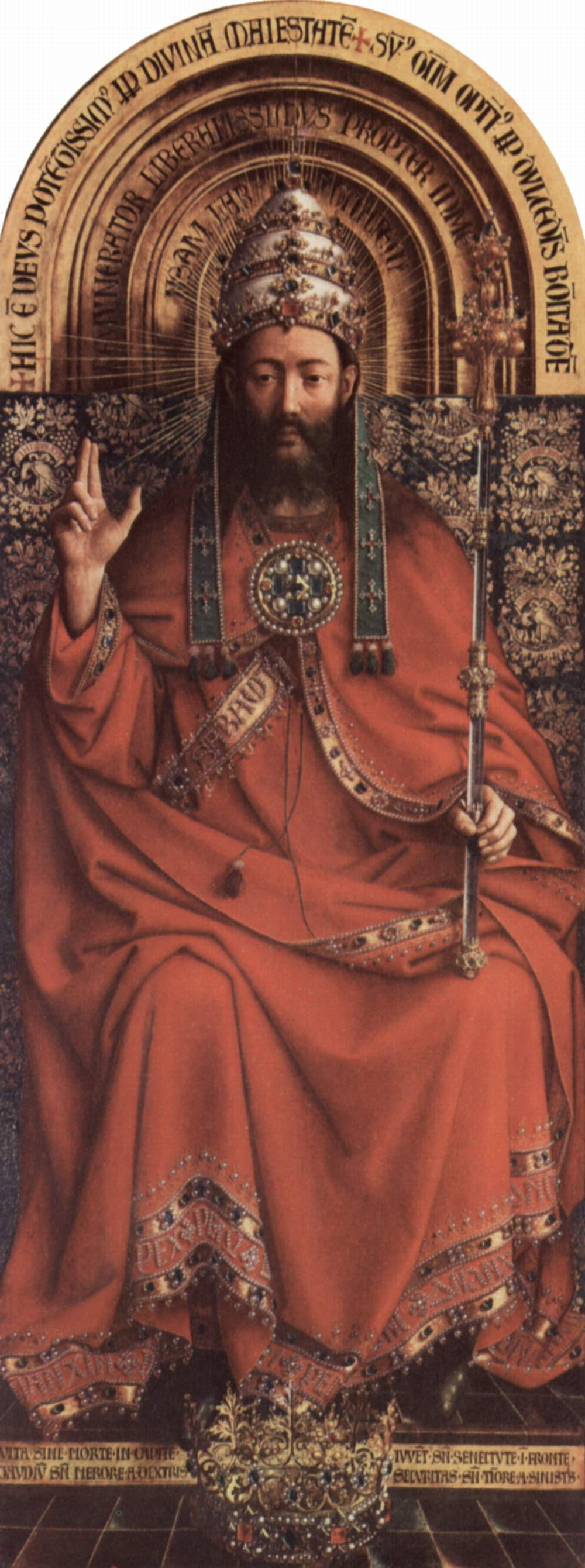
Hubert y Jan van Eyck, Dios Padre - tabla del Políptico de Gante.

### Zeus
La frontalidad del retrato se remite a la estatua colosal de Zeus en Olimpia de Fidias, cuya pose sirvió como modelo no solo para muchas representaciones de soberanos grecorromanos sino que se perpetuó en la iconografía cristiana. Ingres también utilizó esta pose para su Júpiter y Tetis. El Museo de Montauban tiene un cáliz con una imagen extraída de una tabla bizantina que muestra al emperador sentado, que puede haber sido el modelo directo para Ingres.

### Jan van Eyck
Para Robert Rosenblum, el modelo de Ingres era la figura de Dios Padre en el Políptico de Gante de Jan van Eyck, que se encontraba en el Louvre cuando Ingres pintó el retrato. El crítico contemporáneo Pierre-Jean-Baptiste Chaussard comparó el estilo de Ingres con el de Jan van Eyck (entonces conocido como Juan de Brujas):

"Su Majestad el Emperador en su trono - 9 pies por 13 pies - El autor no ha dado una explicación de estas pinturas. Primero consideramos el retrato del emperador; ¿Cómo, con tanto talento, una línea tan impecable, una atención al detalle tan minuciosa, ha logrado M. Ingres pintar un mal cuadro? La respuesta es que quería hacer algo singular, algo extraordinario. Sin duda, no siempre se sigue paso a paso el camino trillado, pero no se debe afectar las alturas más empinadas: hay mentes agudas que, como las cabras, solo se complacen en alimentarse en los afloramientos rocosos. La buena mente consiste en elegir un camino seguro y fácil, y este es el camino que han seguido los grandes maestros, ayudados por la experiencia. Al dejarlo, uno corre el riesgo de perderse, de la misma manera, a través de una hermosa pasión por lo extraordinario en la arquitectura, Borromini y Openor pervirtieron por completo todas las artes del dibujo; sin embargo, los inventores de este gusto depravado tenían ante sus ojos las obras maestras de la antigüedad y de Italia: he aquí cómo, de otro modo no menos detestable que el gótico, M. Ingres hace nada menos que retroceder el arte de cuatro siglos para ponernos en nuestra infancia, para resucitar la manera de Juan de Brujas. Pero en esta infancia del arte, hay al menos ingenuidad y verdad, y este sistema fue el único con el que los artistas supieron pintar; no podían hacerlo mejor, etc. Escuchamos lo que se decía en el Salón y observamos que los sentimientos eran unánimes, tanto entre los que conocían las artes como entre los vulgares. Al principio, la primera vista advirtió contra la pintura, algunos gritan, algunos se burlan de su composición y disposición; pero luego, cuando se acercan a a él, admiran su precioso acabado, y la verdad exacta de [la representación] los tejidos; pero luego uno vuelve a él descontento, lamentando que el artista haya investigado los efectos más extraños. Por que al principio haberme enfrentado al retrato del Emperador es lo más difícil de hacer bien... Ese trono es pesado y macizo, la mano que sostiene el cetro no está felizmente ejecutada. Se dice que el artista ha adoptado esta actitud, al igual que en el resto, en el medallón gótico.[...]

 
Sin embargo, Ingres declaró:

Pienso mucho en Juan de Brujas, me gustaría parecerme a él en muchos aspectos; pero aun así, no es mi pintor y creo que [los críticos] lo citaron al azar.

### Rafael
En el borde izquierdo de la alfombra, entre medallones zodiacales, hay un medallón con una versión de la Madonna de la silla de Rafael, el artista que Ingres más admiraba. Otros tributos al maestro renacentista pueden verse en los fondos de otras obras de Ingres, como Enrique IV jugando con sus hijos, Rafael y La Fornarina o una reproducción en la mesa de su Retrato de Monsieur Rivière.

## Recepción
En el Salón, produjo una impresión perturbadora en el público, no solo debido al particular estilo de Ingres sino también a su representación de la imaginería carolingia portada por Napoleón en su coronación. David (que terminaría su propia La consagración de Napoleón al año siguiente) emitió un juicio severo, y los críticos fueron uniformemente hostiles, encontrando extrañas discordancias de color, acusando la planitud, la fría precisión del contorno, y la cualidad conscientemente arcaica. Como se ve arriba, Chaussard (Le Pausanias Français, 1806) condenó el estilo de Ingres como gótico (el denominado estilo trovador, revalorizando lo medieval, empezaba en este momento). Como la historiadora del arte Marjorie Cohn ha escrito: "En la época, la historia del arte como investigación erudita era completamente nueva. Artistas y críticos se superaron entre sí en sus intentos de identificar, interpretar, y explotar lo que justo empezaban a percibir como desarrollos estilísticos históricos". El Louvre, recién llenado con el botín incautado por Napoleón en sus campañas en Bélgica, los Países Bajos, e Italia, brindó a los artistas franceses de principios del siglo XIX una oportunidad sin precedentes para estudiar, comparar, y copiar obras maestras de la antigüedad y de toda la historia de la pintura europea. Desde el principio de su carrera, Ingres tomó prestado libremente del arte anterior, adoptando el estilo histórico apropiado para su tema, lo que llevó a los críticos a acusarlo de saquear el pasado.